# معاهدة ريو دي جانيرو (1825)

إمبراطورية البرازيل في 1889.

معاهدة ريو دي جانيرو هي معاهدة بين مملكة البرتغال و‌الإمبراطورية البرازيلية، وقعت في 29 أغسطس 1825، حيث اعترفت البرتغال باستقلال البرازيل كدولة مستقلة، وبذلك انتهت رسمياً حروب الاستقلال في البرازيل.
تم المعاهدة من قبل إمبراطور البرازيل في 30 أغسطس عام 1825، وقبلها ملك البرتغال في 15 نوفمبر 1825، وعلى هذا التاريخ نفسه تم تبادل وثائق التصديق بين اثنين من الدبلوماسيين البرازيلي والبرتغالي في لشبونة.
دخلت المعاهدة حيز التنفيذ في 15 نوفمبر 1825، عند تبادل وثائق التصديق، أعلنت ذلك في البرتغال في نفس التاريخ، وأعلنت في البرازيل في 10 أبريل 1826.

## تفاصيل
استقلت البرازيل عن البرتغال في 27 سبتمبر 1822 من قبل أمير الملكي للبرتغال السابق بيدرو رفض ملك البرتغال وكورتيس اعتراف باستقلال البرازيل ولكن بعد ثلاث أعوام من استقلال اعترفت اخيراً باستقلال البرازيل بضعظ من حليفتها الكبرى بريطانيا.
جواو السادس ملك البرتغال والبرازيل والغرب من عام 1816 حتى 1826, أصبح ملك البرتغال والغرب بعد هذه المعاهدة وأيضا أصبح اسمياً إمبراطور البرازيل، على الرغم من أن لقب كان فخرياً بحتة، وابنه الإمبراطور بيدرو الأول من البرازيل بحكم الأمر الواقع وبحكم القانون هو العاهل الوحيد لـبرازيل.
انتهى هذه الألقاب الملكية بوفاة جواو السادس في مارس عام 1826 دون أن يعلن وريثه الجديد أصر بعض المقربون على أختيار أبنته المفضلة إيزابيل ماريا من البرتغال ولكن الأمير الملكي للبرتغال السابق وإمبراطور البرازيل بيدرو أصبح ملك البرتغال تحت مسمى بيدرو الرابع ولكن سرعان ما تنازل عن حقه في العرش البرتغالي لصالح أبنته ماريا دا غلوريا واختيرت أخته لتكون الوصية العرش ولكنها تنازلت عن ذلك واختير ميغيل ليكون الوصي الجديد وزوج لأبنة أخيه فوافق على شروط أخيه.